# Igreja Batista Ebenézer
A Igreja Batista Ebenézer (em inglês:   Ebenezer Baptist Church) é uma megaigreja batista membra da Convenção Batista Nacional Progressista e as Igrejas Batistas Americanas EUA situada em Atlanta, Geórgia, nos Estados Unidos. Seu líder é o pastor Raphael Warnock. 

## História

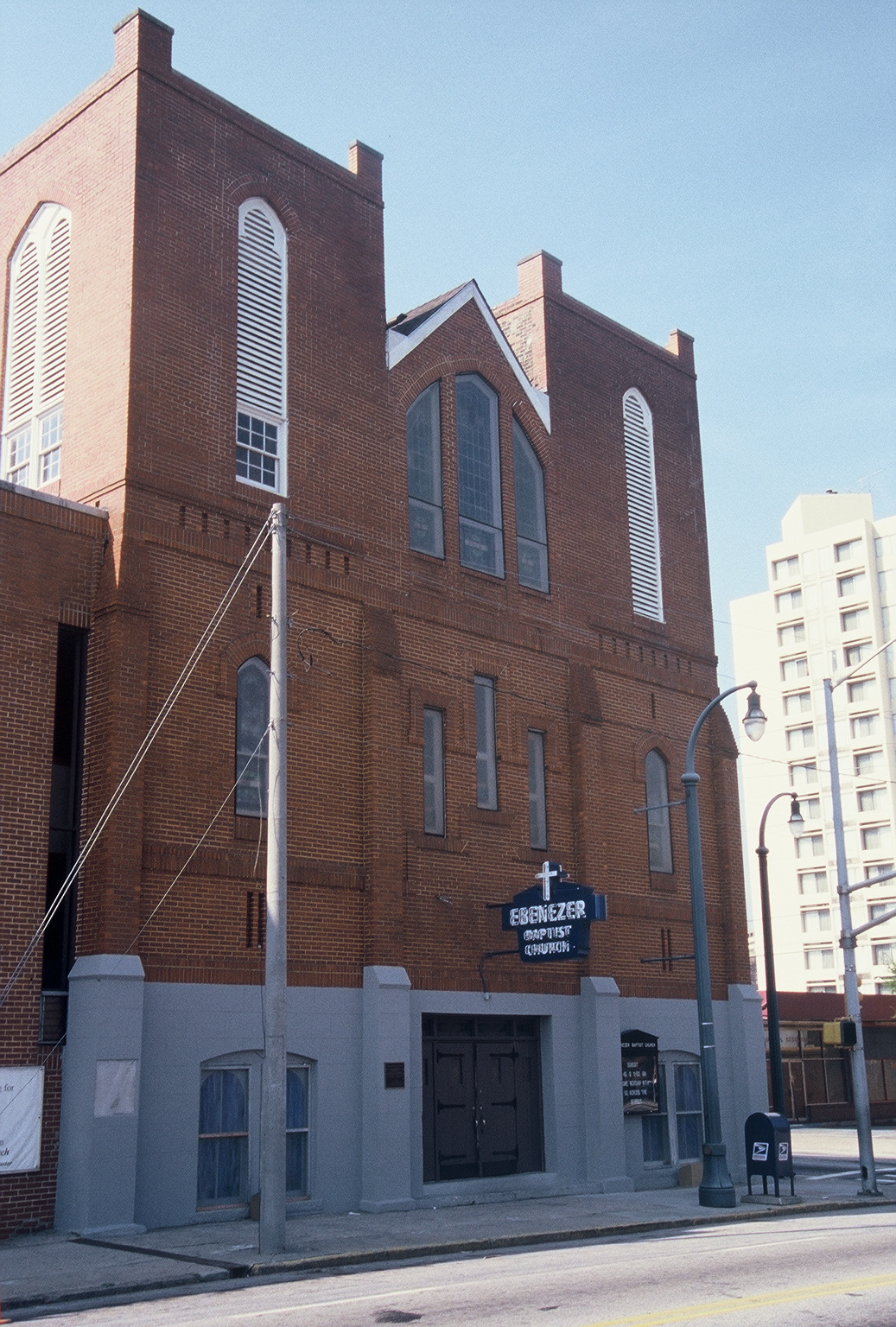
Primeira construção da Igreja.

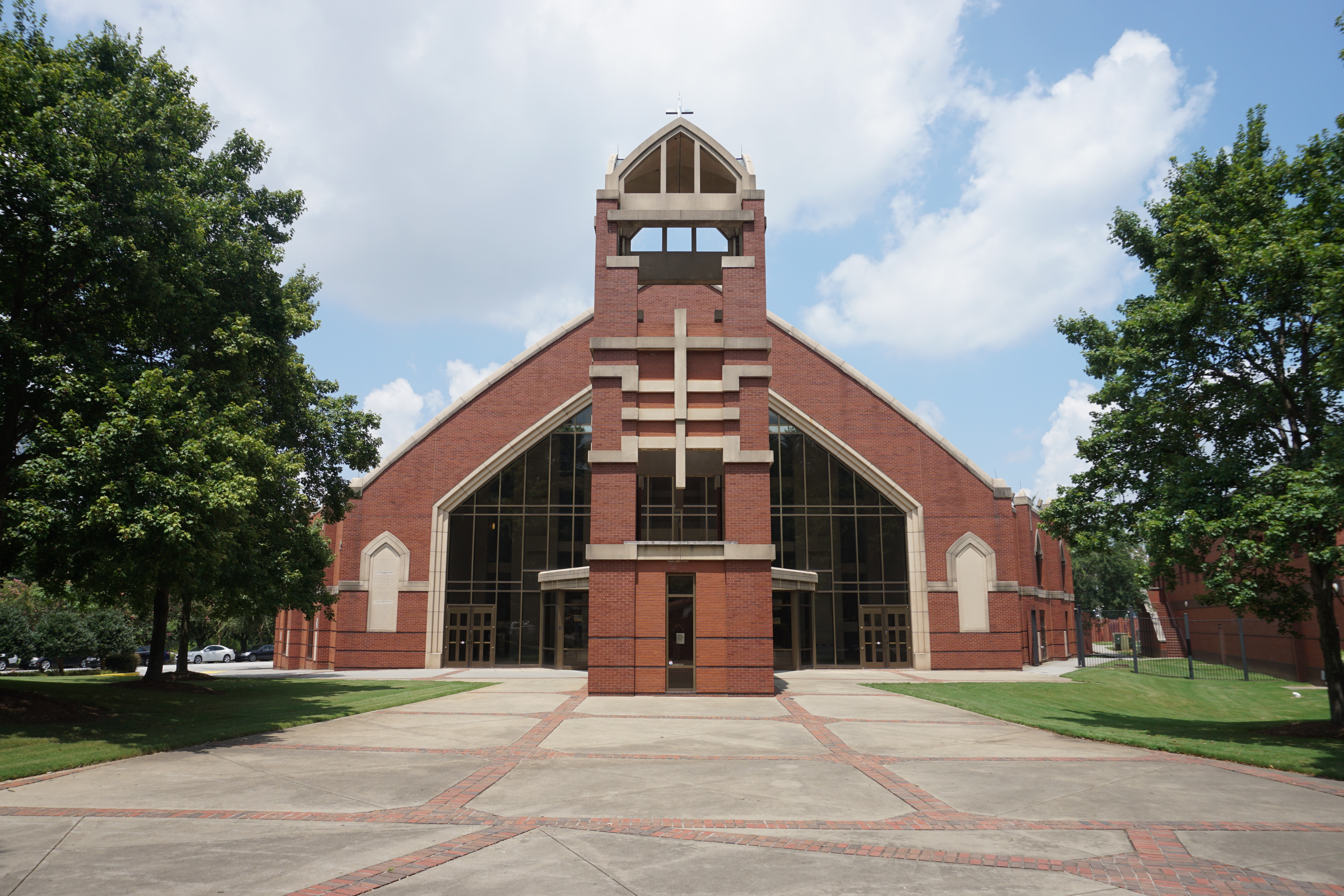
Santuário Horizon em 2016.

A igreja foi fundada em 1886 pelo Pastor John A. Parker e 8 outros. Em 1913, a igreja tinha 750 pessoas.  Em 1922 o prédio foi inaugurado.  Em 1927, Martin Luther King Sr. tornou-se pastor assistente, então pastor sênior em 1931. Em 1960, Martin Luther King tornou-se pastor assistente da igreja com seu pai até 1968. Em 1975, Joseph L. Roberts Jr. tornou-se pastor sênior. Em 1999, fez a dedicação de um novo prédio, incluindo um auditório de 1.700 lugares, chamado Santuário Horizon, no local do Martin Luther King, Jr., National Historic Site.  Em 2005, Raphael Warnock tornou-se pastor sênior. Em 2021, tinha 6.000 membros.